# Железнодорожный транспорт Харьковской области
Харьков — крупный железнодорожный узел, центр Южной железной дороги.
Железнодорожное сообщение на линии КХАЖД открыто в 1869 году.
В СССР являлся третьим по размерам железнодорожным узлом.
В Харькове расположены внеклассная пассажирская станция Харьков-Пассажирский (Южный вокзал), три вокзала III класса — Харьков-Левада, Харьков-Балашовский, Харьков-Основа. В черте города находится ещё более двадцати станций и платформ, которые обслуживают пригородные поезда.
Из Харькова ведут железные дороги в пяти направлениях: на Казачью Лопань (Москву), на Золочев, на Люботин (Полтаву), на Мерефу (Красноград), на Змиёв (Донбасс) и на Чугуев.
Использующиеся для пассажирских перевозок железные дороги Харькова электрифицированы постоянным током. В Харьковской области используются три вида тяги: тепловозную, электрическую постоянного и переменного тока. Большинство направлений электрифицировано постоянным током, кроме Киевского и Брянского направлений, где нет электрификации, и Купянского направления. Станция Граково этого направления — место стыкования участков, электрифицированных переменным и постоянным током.
В качестве основного тягового подвижного состава используются электровозы ЧС2, ЧС7, ВЛ11, ВЛ82, тепловозы ТЭП70, ТЭП150, электропоезд ЭПЛ2Т, дизель-поезда серии ДР1, электропоезда ЭР2, ЭР2Р, ЭР2Т. В сторону с малым пассажирским потоком вместо дизель-поезда курсирует рельсовый автобус.
Помимо Харькова, ещё в трёх городах области (Лозовая, Балаклея, Изюм) имеют остановку скоростные поезда Шкода и Хюндай.